# Frans Van Den Broeck
Frans Van Den Broeck (født 9. februar 1914, død ukendt) var en cykelrytter fra Holland. Hans foretrukne disciplin var banecykling.
Van Den Broeck deltog i flere seksdagesløb, men det blev aldrig til en sejr. Ved Københavns seksdagesløb i 1937 med makkeren Louis van Schijndel endte de på tredjepladsen.